# Comuna Borșciv, Sneatîn
Borșciv (în ucraineană Борщів) este o comună în raionul Sneatîn, regiunea Ivano-Frankivsk, Ucraina, formată din satele Borșciv (reședința), Borșcivska Turka și Hlibîciîn.

## Demografie
Componența lingvistică a comunei Borșciv
     Ucraineană (99,83%)
     Alte limbi (0,12%)
Conform recensământului din 2001, majoritatea populației comunei Borșciv era vorbitoare de ucraineană (99,83%), existând în minoritate și vorbitori de alte limbi.